# Oberlausitzer Mundart
Die Oberlausitzer Mundart wird im Süden der Oberlausitz gesprochen. Sie gehört zu den ostmitteldeutschen Dialekten, genauer klassifiziert zur lausitzischen Dialektgruppe.

## Geschichte

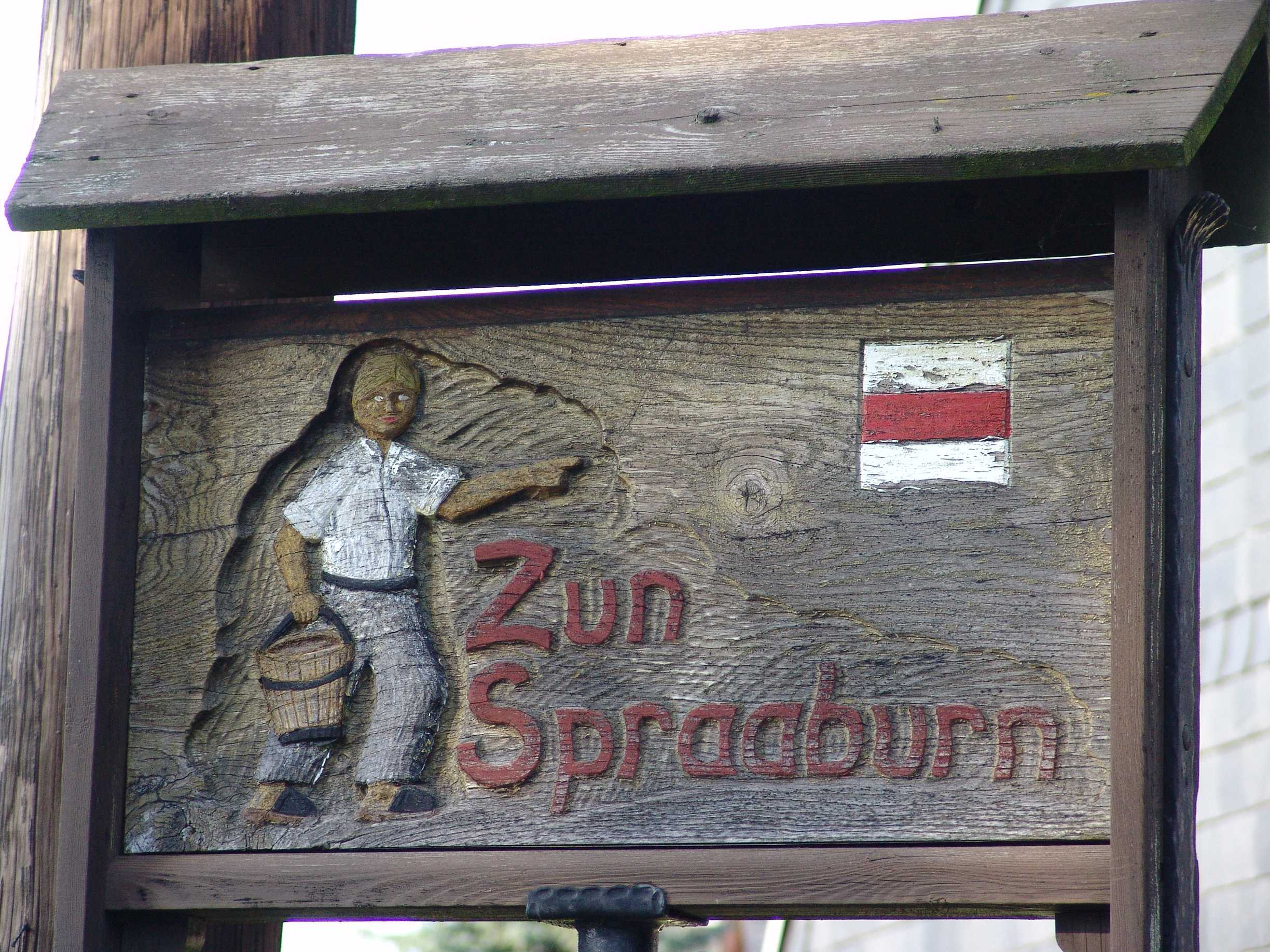
Schild mit oberlausitzischer Aufschrift („Zur Spreequelle“)

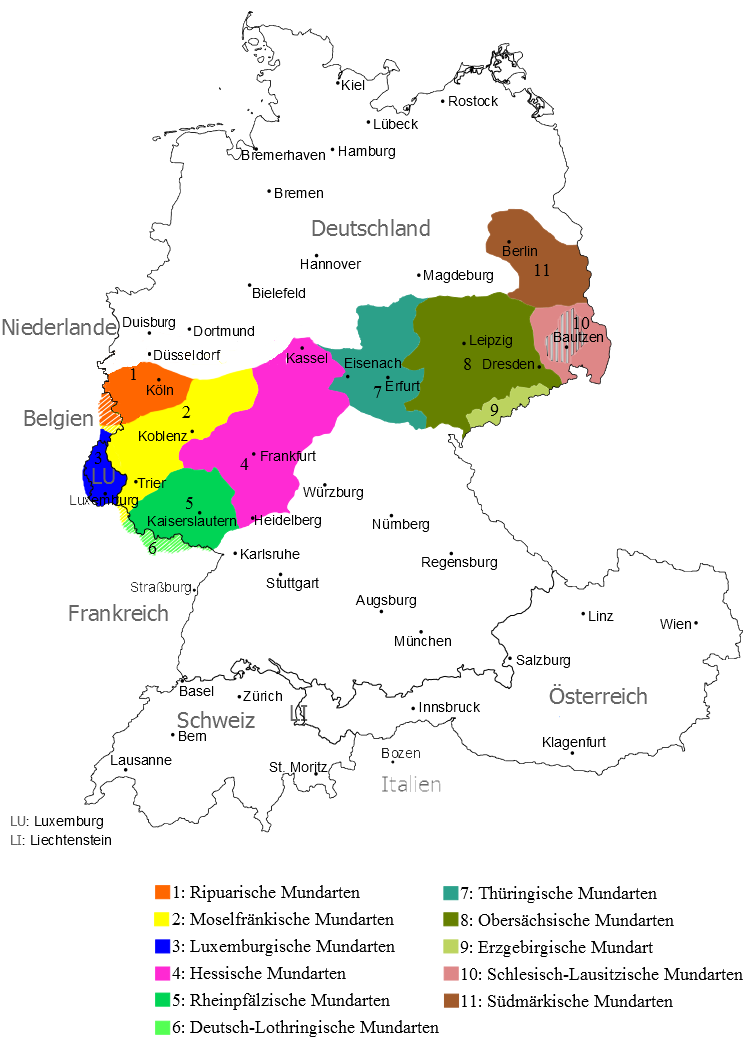
Mitteldeutsche Mundarten nach 1945 einschließlich der Oberlausitzer oder schlesisch-lausitzischen Mundart

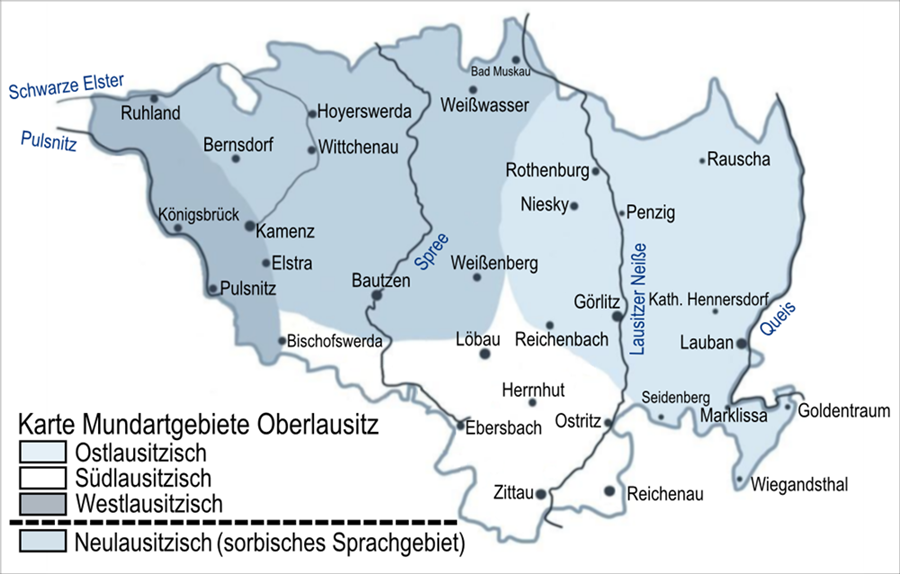
Karte Mundartgebiete Oberlausitz (die Oberlausitzer Mundart wird hier als Südlausitzisch bezeichnet)

Im 12. und 13. Jahrhundert wurde der Süden, Westen und Osten der Oberlausitz von überwiegend rheinfränkischen Bauern aus Hessen, dem Süden des heutigen Bundeslandes Nordrhein-Westfalen und aus Rheinland-Pfalz besiedelt. Das Kennwort der Oberlausitzer Mundart, das „ock“ oder „oack“ in „kumm oack“ (komm nur) ist als „ockersch“ und „eckersch“ in den Dörfern um Köln heute noch bekannt. Die Oberlausitzer sprechen das r(R) retroflex, also kehlig, mit zurückgebogener Zunge aus. Diese Lautbildung kommt der des Siegerlandes und des Wittgensteiner Landes in Nordrhein-Westfalen und der in den mittelhessischen Regionen um Dillenburg-Herborn und der in der Wetterau um Friedberg sehr nahe. Von den Bewohnern aller dieser Gebiete heißt es, dass sie wie die Amerikaner rollen. Die ältesten Oberlausitzer verwenden beim Sprechen noch das dicke, dunkle oder velarisierte „ł(Ł)“. Es ist im Ripuarischen, der Mundart um Köln am Niederrhein, und auch im amerikanischen Englisch zu hören. Dabei wird die Zunge, wie beim r(R) zurückgezogen. Während bei der Aussprache des hochdeutschen hellen „l“ die Zungenspitze gegen die oberen Schneidezähne gedrückt wird, wölbt sich bei der des dicken ł(Ł) der hintere Teil des Zungenrückens und drückt gegen den Gaumen. Es entsteht auch in diesem Falle ein Gaumen- und Kehllaut, ein sogenanntes gutturales ł(Ł), z. B.: Gald, Wulf, duttln, Boajttl, kullern. Herbert und Werner Andert bezeichneten dieses velare ł(Ł) als gequetschtes oder gekoaljchltes-l (Koaljchl: Käulchen, Kloß). Die Oberlausitzer nennen ihre Mundart „quirln“ oder „quirlern“, da in diesem einsilbigen Wort vier Laute anders ausgesprochen werden als in der Standardsprache. Die vielen gurgelnden Kehllaute in quirln, Quoark, Rhoarboarber und in Hunderten anderen Wörtern verleihen der Oberlausitzer Mundart einen dumpfen, knorrigen Gesamteindruck.
Die deutsche Besiedlung des Gebietes zwischen Pulsnitz im Westen und Queis im Osten, zwischen der tschechischen Bevölkerung im Süden und der sorbischen im Norden erfolgte in der Zeit, als die Oberlausitz zur böhmischen Krone gehörte. Die Grenze zwischen Kursachsen (Meißen) und der Oberlausitz war bis 1635 Staatsgrenze. Die sprachliche Beeinflussung aus westlicher Richtung wurde damit gebremst. Die wirtschaftlichen, kulturellen und sprachlichen Kontakte der Oberlausitzer waren ausgerichtet in Richtung Böhmen und Schlesien, wobei letzteres ebenfalls zu Prag gehörte. Innerhalb des Herrschaftsbereiches des böhmischen Königs bildete sich durch Handel und Verkehr ein oberlausitz-schlesisches Sprachgebiet heraus. Eine konkrete Abgrenzung der Sprachregionen ist kaum möglich. Anhand alter Literatur zum Thema Mundart ist aber gut nachzuvollziehen, wie eine allmähliche Verschmelzung stattfindet. Deutschböhmische Sprachforscher ordnen auch die nordböhmische Mundart, die von der deutschsprachigen Bevölkerung zwischen Tetschen-Bodenbach und Reichenberg gesprochen wurde, dem Oberlausitzischen zu. Das Ostlausitzische schwang sich bis 1945 über die historische, am Queis gelegene Grenze zwischen dem Markgrafentum Oberlausitz und dem Herzogtum Schlesien bis nach Bunzlau. Erst ab Liegnitz spricht man von der mittelschlesischen Mundart.

## Verbreitung
Das heutige Dialektgebiet befindet sich in etwa südlich entlang einer gedachten Linie zwischen Bischofswerda und Zittau und ist nahezu deckungsgleich mit den ostsächsischen Naturräumen Oberlausitzer Bergland und Zittauer Gebirge. In Richtung Norden und Nordwesten geht die Mundart allmählich in den west-, neu- bzw. ostlausitzischen Dialekt über, in Richtung Süden und Südwesten wird das Dialektgebiet durch die Staatsgrenze zur Tschechischen Republik begrenzt, in Richtung Osten entlang der Neiße durch die Staatsgrenze zu Polen.

## Beschreibung

### Einordnung und Abgrenzung
Trotz der Lage des heutigen Dialektgebiets im Freistaat Sachsen zählt die Oberlausitzer Mundart nicht zur obersächsischen Dialektgruppe, sondern reiht sich eher in die Kette der sächsischen Bergdialekte wie z. B. dem Erzgebirgischen ein, besonders ist eine Nähe zum osterzgebirgischen Dialekt erkennbar. Eine größere historische Nähe existiert allerdings zu den früher weiter östlich und südlich von den Deutschen in Böhmen gesprochenen Dialekten, dem Nordböhmischen und Gebirgsschlesischen bzw. Schlesischen. Man kann die Mundart so im weitesten Sinne auch als einen der wenigen verbliebenen Sudetendialekte bezeichnen. Eine gewisse Ähnlichkeit zu den obersächsischen Dialekten ist jedoch durchaus vorhanden, insbesondere im Bereich der Vokalverschiebungen.

### Allgemeine Merkmale
Die herausragendsten Merkmale der Oberlausitzer Mundart sind:
- das retroflexe „amerikanisch“ klingende R [⁠ɻ⁠], das auch in der Stubaier Mundart vorkommt
- das dicke, dunkle oder velarisierte „ł(Ł)“
- verschiedene sich wiederholende Lautverschiebungen, insbesondere im Bereich der Vokale
- die nicht wie im Obersächsischen erweichte, jedoch unbehauchte Aussprache der stimmlosen Plosive K, P und T
- das starke Verschleifen von Endungen und Partikeln (z. B. hierscht se (hörst du sie) oder hoa ’ch ’s ’n (habe ich es ihm))
- das Vorhandensein von sich vollkommen von der Standardsprache unterscheidenden Begriffen (oftmals aus den benachbarten slawischen Sprachen entlehnt)

Einige häufig zutreffende Regeln sind bei der Wortbildung auszumachen:
- Substantivierungen auf -heit und -ung enden auf -che: Achtche, Bescherche, Begabche, Kleedche
- Adjektive auf -ig oder -lig enden auf -ch oder -lch: imbändch (gewaltig, sehr); mahlch (mehlig)
- Worte auf -rich enden auf -erch: Heinerch (Heinrich)

Besonders zu bemerken sind zudem die häufig vorkommenden Partikeln nu bzw. no für ja und oack bzw. ock für doch oder nur, bloß.
In der Summierung dieser Merkmale ist die Oberlausitzer Mundart in ihrer Reinform für Sprecher des Hochdeutschen, im Gegensatz zu den meisten sächsischen und niederlausitzischen Dialekten, nahezu unverständlich.

### Lautverschiebungen
Ein wiederkehrendes Merkmal sind verschiedene Lautverschiebungen, insbesondere im Bereich der Vokale und Diphthonge, von denen nahezu keiner genau wie in der hochdeutschen Standardsprache ausgesprochen wird. Diese Verschiebungen sind zwar wiederkehrend, werden aber nicht grundsätzlich bei allen Wörtern angewandt. Typische Beispiele hierfür sind:
- langes E wird zu langem A (z. B. gaan für geben, sahn für sehen)
- langes E wird in anderen Fällen zu langem I (z. B. gihn für gehen, Schnie für Schnee)
- langes A wird zu langem O (z. B. schlofm für schlafen, Moler für Maler)
- lang wie kurz wird O oft zu U (z. B. Ufm (lang) für Ofen, Ustn (kurz) für Osten)
- bei anderen Wörtern werden O bzw. U verlängert (z. B. Buhsch für Busch (Wald), Froosch für Frosch), nur in der südlichsten Region
- lang wie kurz werden Ö und Ü zu I (z. B. Kließl für Klöße, Fisse für Füße)
- AU wird zu langem O oder E (z. B. roochn für rauchen, keefm bzw. koofm für kaufen)
- EI wird oft zu langem E (z. B. Meester für Meister)

### Spezielle Begriffe
Die Mundart ist reich an slawischen, aber auch vereinzelten französischen Lehnwörtern (in der folgenden Tabelle mit * bzw. ° gekennzeichnet). Diese stammen einerseits aus der langen Zeit des Zusammenlebens mit den Sorben und Tschechen, andererseits aus der Präsenz französischer Truppen während der Napoleonischen Kriege sowie der „Salonsprache“ des städtischen Bürgertums.
Nachfolgende Tabelle gibt eine Übersicht über spezielle Begriffe der Oberlausitzer Mundart, die sich nicht ohne Weiteres aus dem Hochdeutschen erschließen lassen.
| Oberlausitzer Mundart   | Hochdeutsch/Bedeutung                                                 |
| ----------------------- | --------------------------------------------------------------------- |
| Abern*                  | Kartoffeln (Erdbirnen)                                                |
| Mauke*                  | Kartoffelmus                                                          |
| bälfern                 | husten                                                                |
| beusln                  | mühsam hantieren                                                      |
| braaschn                | schwatzen                                                             |
| Buhsch                  | Wald                                                                  |
| Borsch*                 | Wald, Forst; vgl. sorb. Baršć bzw. ...- Boršć in Ortsnamen            |
| Cunnerschdurfer Schissn | Volksfest in Niedercunnersdorf                                        |
| dan dichn               | diesen                                                                |
| derheeme                | zu Hause                                                              |
| Iech hoa’s’n dicke!     | Ich habe es satt!                                                     |
| dreeschn                | regnen                                                                |
| dereschern              | sich erregen (echauffieren)                                           |
| Feuerriepl              | Essenkehrer bzw. Schornsteinfeger                                     |
| Gierschdurfer Schissn   | Jacobimarkt in Neugersdorf; Volksfest in Neugersdorf                  |
| Haarch                  | Hering                                                                |
| ’ch hämschn             | sich verletzen                                                        |
| Hitschl*                | kleiner Schemel, sorb. hečka                                          |
| Hietroibratl            | (Hintragebrettchen) = Tablett                                         |
| Hoader*                 | Scheuerlappen                                                         |
| Huntschl*               | Ferkel, sorb. hunčo                                                   |
| Huschl*                 | Gänslein, sorb. huso                                                  |
| Huckst                  | Hochzeit                                                              |
| hurcht oack amol har    | hört doch mal her                                                     |
| itze                    | jetzt                                                                 |
| jenn Tag                | gestern                                                               |
| kraajgln                | unbeholfen gehen                                                      |
| Kraatschn*              | Krug/Schänke (sorb. korčma, tsch. krčma, eingedeutscht „Kretscham“)   |
| Kummt oack rei!         | Kommt doch rein!                                                      |
| loaber ne rim           | (so viel wie) quatsch nicht rum                                       |
| Luder...                | (negative Vorsilbe)                                                   |
| ... a dr Mache hoann    | mit ... beschäftigt sein                                              |
| murne                   | morgen                                                                |
| naajchtn                | gestern Abend                                                         |
| noaatschn               | weinen, flennen                                                       |
| noar, nu werr, nu woahr | Stimmt’s?, Nicht wahr?                                                |
| Nubber                  | Nachbar                                                               |
| Nuckl*                  | Kaninchen, sorb. nukl                                                 |
| Nu/No!*                 | Zustimmung, Bestätigung (ja) tschech. ano                             |
| o                       | auch                                                                  |
| Plauze*                 | Lunge, auch Bauch; sorb. płuca (Lunge)                                |
| Roaber                  | Schubkarren                                                           |
| Roaziehgloas            | (Ranziehglas) = Fernglas                                              |
| satz’ch oack hie        | setz dich doch hin                                                    |
| Seeger*                 | Uhr, poln. zegar                                                      |
| Teichlmauke             | Kartoffelbrei mit Brühe                                               |
| Toalke                  | missratene Arbeit (urspr.: schlecht gebackenes Brot)                  |
| Uhrn                    | Ohren                                                                 |
| Viebch                  | Weg, auf dem das Vieh zur Weide getrieben wurde                       |
| wirtln*                 | unablässig arbeiten herumwirtschaften, sorb. so wjerćeć – sich drehen |
| Waajg                   | Weg                                                                   |
| zerrn                   | zanken                                                                |
| Zulker                  | Zopf                                                                  |

Typisch für die Oberlausitzer Mundart sind auch einige geflügelte Worte:
| Oberlausitzisch                            | Hochdeutsch/Bedeutung                         |
| ------------------------------------------ | --------------------------------------------- |
| Dar stoand do wie de Kuhe vern neun Ture.  | Der stand da wie die Kuh vorm neuen Tor.      |
| Dar will mer woaas an Zeuge flickn.        | Der will mir was Unangenehmes tun.            |
| Dr Teifl schesst immer uff’m grußn Haufen. | Der Teufel scheißt auf große Haufen.          |
| Iech war der glei halfm!                   | Ich werde dir gleich helfen! (sarkastisch)    |
| Oack ne jechn!                             | Immer mit der Ruhe!; wörtl.: Nur nicht jagen! |
| Woaas sull oack warn?                      | Was soll bloß werden?                         |
| Ze vill und ze winng is ee Ding.           | Zuviel und zu wenig kommt auf dasselbe raus.  |

Große Ähnlichkeiten mit dem Schlesischen erkennt man an der nachstehenden Wörtern.
| Oberlausitzisch | Schlesisch     | Hochdeutsch/Bedeutung          |
| --------------- | -------------- | ------------------------------ |
| gokln           | kokkeln        | zündeln                        |
| Gusche          | Gusche         | Mund                           |
| Kließe          | Kließla        | Klöße                          |
| Kraatschn       | Kretscham      | (für Gasthaus)                 |
| loabern         | labern         | faseln (dumm reden)            |
| Lurke           | Lorke          | dünner Kaffee                  |
| Loatschn        | Lotschen       | Latschen (Hausschuh/Pantoffel) |
| Maajgl          | Madla/Mädla    | Mädchen                        |
| oack            | ocke           | nur, bloß; doch                |
| Ploatsch        | Plotsch        | (Dummkopf)                     |
| Hitsche         | Ritsche        | Fußbank                        |
| seechn          | sechen         | (wasserlassen)                 |
| Tippl           | Teppla, Tippla | kleiner Topf (Tasse)           |
| Tunke           | Tunke          | Soße                           |

### Geografische Begriffe und Ortsnamen

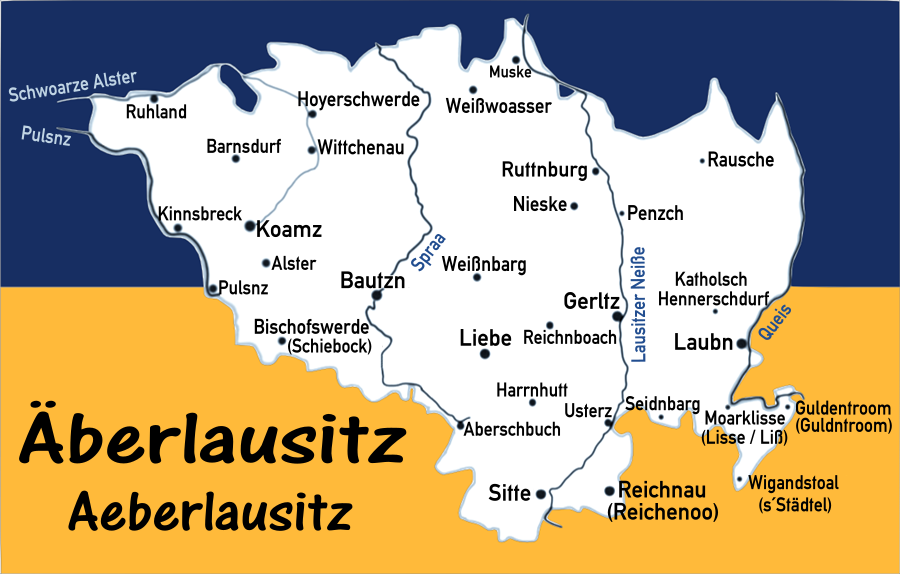
Die Ortsnamen im Dialekt

Auch praktisch alle Flur- und Ortsbezeichnungen, die man auf offiziellen Karten findet, haben ein abweichendes Pendant in Oberlausitzer Mundart. Hierbei kommen vor allem die erwähnten Lautverschiebungen zum Einsatz, verschiedene Begriffe weichen jedoch so stark ab, dass sie für einen Ortsfremden nahezu völlig unschlüssig sind.
| Oberlausitzisch                | Offizielle hochdeutsche Bezeichnung |
| ------------------------------ | ----------------------------------- |
| Aberschbuch                    | Ebersbach/Sa.                       |
| Beschwere, Schiebock           | Bischofswerda                       |
| Bolzns                         | Pulsnitz                            |
| Burgschdurf                    | Langburkersdorf                     |
| Burke                          | Burkau                              |
| Butzche                        | Putzkau                             |
| Cruste                         | Crostau                             |
| Draasn                         | Dresden                             |
| Eibe                           | Eibau                               |
| Gierschdurf                    | Neugersdorf                         |
| Schweenz                       | Großschweidnitz                     |
| Grußschiene                    | Großschönau                         |
| Cunewaale                      | Cunewalde                           |
| Heenewaale                     | Hainewalde                          |
| Hennerschdurf                  | Seifhennersdorf                     |
| Hoarde                         | Großharthau                         |
| Hurke                          | Horka                               |
| Kirsche                        | Kirschau                            |
| Kupper                         | Kottmar                             |
| Kutterschdurf                  | Kottmarsdorf                        |
| Leckerschdurf                  | Leutersdorf                         |
| Liebe                          | Löbau                               |
| Neungirch                      | Neukirch                            |
| Rihrschdurf, Gaage             | Großröhrsdorf                       |
| Ringnhoin                      | Ringenhain                          |
| Schimmch                       | Schönbach                           |
| Schirgswaale                   | Schirgiswalde                       |
| Sitte                          | Zittau                              |
| Taubmheem                      | Taubenheim                          |
| Träbchn                        | Tröbigau                            |
| Uppch                          | Oppach                              |
| Waalerschdurf                  | Waltersdorf                         |
| Weefe                          | Weifa                               |
| Werrschdurf                    | Wehrsdorf                           |
| Wunnsdurf, Wumpe, Steenigwupte | Steinigtwolmsdorf                   |
| Wurbs                          | Wurbis (Crostau)                    |

Auch die direkt hinter der deutschen Grenze gelegenen tschechischen Ortschaften sind in den Nachbarorten auf deutscher Seite noch unter ihren dazugehörigen Mundartnamen bekannt.
| Tschechisch | Deutsch     | Oberlausitzisch |
| ----------- | ----------- | --------------- |
| Šluknov     | Schluckenau | Schluckn        |
| Rožany      | Rosenhain   | Rusnhoajn       |
| Lipová      | Hainspach   | Hoajnschpuch    |
| Severní     | Hilgersdorf | Hilgerschdurf   |

### Textbeispiele

#### Vater Unser(1816)
„Foat’r ons’r, dar de böst an Hömm’l!
g’hael’cht war dae Noam’n; z’komm ons daen Raech;
daen Wöll g’schah, wi ab Hömm’l, oas of Ard’n;
ons’r taaeglichs Brud gib ons hoaet;
ond vergib ons onsre Schold,
oas wi mör vergan onsr’n Schold’chern;
ond fihr ons nöch ön Versochong,
sond’rn derlir ons von Ublam.“

#### De richtsche Aussproche
„’s koam amol enner zu mir, woas kenner aus dr Äberlausitz woar. Dar wullte uff Äberlausitzsch woas viertroin, und ich sullt’s’n waaigen dr Aussproche ieberhiern. Ich soite: „Na, do mach oack lus!“ Und a fing oa. A hoatte aber’n Zungnschlag ne richtsch weg und kunnte sei Schmeckelappel ne, wie’ch’s gehirrt, an Maule rimwelkern. Dermitte kloang oalls su troige. ’s woar kee Soaft hinne.
„Halt!“ soite iech, „woart amol! Do miß mer irschte a poar Vuriebungn machen derzu. Soit amol: ‚Rhoaboarber‘!“ Nur soite jerr: „Rhabarber.“
„Nee, doas is kenner, dar a dr Äberlausitz gewachsen is. Aber’s moag amol gutt senn dermitte. Do hoa’ch Euch nu woas ufgeschriebm. Iech war’sch Euch vierlasn; doas last’r derno anooch: A Rupperschdurf, do rissen de Riepel Riesler-Reinhulds Runkelriebm raus, und a Reinsch-Richard ruten Rampler-Rusen-Ranken ruppten die Räkel o noa droa rim!“
Nu loas dar’sch. Aber dos woar goar ne, oas wenn doas Rupperschdurfer Riepel gewaast wärn.
„Nee“, soite iech, „su klingt doas ne. ’s fahlt abm dr Soaft. Nu last mer amol doas vier, woas’ch do ufgeschriebm hoa:
‚Lucke-Lobel, Lurenz-Laberecht und Liebschersch-Lui a Leckerschdurf gihn a leisen Laderloatschen und lussen’ch lange schune lange Loden wachsen!‘“
Nu loas dar’sch vern Blaatel oab, wie’s abm enner macht, dar aus Zschitzewitz is.- „Richtch is ne, aber mir missen wetter. Soit amol ‚Wojn‘!“ – „Woahn.“ Iech schuttelte mit’n Kuppe und meente: „Nu soit amol de Mehrzoahl ‚Waajne‘!“ – „Waahne.“ – „Lußt’s gutt senn! Euer Waajne senn ne geschmärt! Sprecht amol ‚Abernkoallchel‘!“ – „Abernkäuchel.“ – „Nee, nee!“
Satt’r, do woar amol enner, dar is vill Juhre a Amerika gewaast. Wie a na zwanzch Juhrn heem koam, hot’n niemand mih derkannt – ne amol sei Schulfreund Bihms-Fernand. Do hot dar Fremde gesoit, Bihms-Fernand sällt’n oack amol noa woase froin vu jesfahrten. Bihms-Fernanden schuuß a Bloat, und a meente: „Soit amol ‚Abernkoallchel‘!“ Und do soite dar Fremde ganz naturgetreu „Abernkoallchel“. Do fiel’n Bihms-Fernand im Hoals und meente ganz geruhrt: „Anu gleeb’ch’s! Itze bist’s!“
Und nu soit ihr oalle amol „Abernkoallchel“. Seid’r’sch oder seid’r’sch ne? Wams ne gegan is, dar brett’s abm ne.
’s muss oageburn senn.“

## Mundart-Pflege und Dichtung

### Pflege der Mundart
Verschiedene Vereine, so vor allem Gesangs- und Theatervereine, widmen sich seit Jahrzehnten der Pflege der Oberlausitzer Mundart und der überlieferten Volkskunst. Als Beispiele seien hier der Volkschor Wehrsdorf, die Laienspielgruppen von Sohland an der Spree, die Volksspielkunst Thalia Jonsdorf und die Rutkatl aus Cunewalde sowie die Ebersbacher „Heedelirchen“ und „Edelroller“ zu nennen. Die Vereine treten mehrmals im Jahr öffentlich auf und bringen ihr Erlerntes zum Vortrag.
In letzter Zeit wurden auch wieder verstärkt Bücher in der Mundart verfasst, welche besonders Gedichte, Sprüche und Anekdoten aus der Region beinhalten.

### Mundartdichtung
Seit dem ausgehenden 19. Jahrhundert wurde auf beiden Seiten der deutsch-böhmischen Grenze der Dialekt besonders gepflegt und Gedichte, Sprüche und selbst Dramen in diesem verfasst. Johannes Andreas von Wagner (1833–1912), genannt Johannes Renatus, war der erste Oberlausitzer-Mundart-Autor. Mit den hohen Auflagen seiner Bände „Allerlee aus dar Äberlausitz“ rückte er die Oberlausitzer Mundart ins Bewusstsein literarisch interessierter Kreise. Seine Erzählungen aus dem dörflichen Milieu sind aber weder vom Gestus noch vom Satzbau her echte Mundart, eher in Mundart übersetzte deutsche Schwänke, für die der – aus der Distanz betrachtet – tölpelhafte Lausitzer ein lohnendes Objekt bot. Sein Wirken bereitete jedoch einer ganzen Generation produktiver Mundart-Autoren (von „Bihm’s Koarle“, geb. 1854, bis Herbert Andert, geb. 1910, siehe unten) literarisch das Feld. Die Masse der Oberlausitzer Mundartliteratur erschien in den ersten drei Jahrzehnten des 20. Jahrhunderts. Damals begann auch das Aufblühen von Gesangs-, Brauchtums- und Schauspieltruppen, die sich der Mundart zuwandten. Besondere Förderung erfuhren diese im Nationalsozialismus, als die Lausitz als deutsche „Grenzgau“ aufgewertet werden sollte. Seit den 50er Jahren änderten sich die Vorzeichen: Nun war es vor allem die (zuvor unterdrückte) sorbische Kultur und Sprache, die sich staatlicher Förderung erfreuen durfte. Die Oberlausitzer Mundart dagegen wurde wenig propagiert, wohl auch wegen der sprachlichen Verwandtschaft zu den von der SED als „Revanchisten“ gebrandmarkten schlesischen Vertriebenen.
Während die meisten der nachstehend aufgeführten Schriftsteller die für Außenstehende seltsame Mundart für satirische, kauzige oder schwankhafte Darstellungen benutzten, versuchte Herbert Andert nachzuweisen, dass auch qualitätsvolle Naturbeschreibung und Stimmungslyrik in Mundart möglich ist. Zudem war er, neben seiner Eigenschaft als Verfasser zahlreicher beliebter Mundart-Lieder, der wohl profilierteste wissenschaftliche Analytiker der Oberlausitzer Mundart seiner Zeit. Hans Klecker (geb. 1948) ist der bekannteste und produktivste Vertreter einer jüngeren Schriftstellergeneration, die in ihren Werken auch das Zeitgeschehen, politische und soziale Fragen, Modetorheiten etc. kritisch reflektiert. Besondere Bedeutung hat auch das vielfältige Liedgut, welches die Liebe zur Lausitzer Heimat zum Ausdruck bringt.

### Bekannte Oberlausitzer Mundartdichter
- Johannes Andreas von Wagner (1833–1912), Pseudonym „Johannes Renatus“
- August Matthes (1854–1937), bekannt als „Bihm’s Koarle“ aus Wehrsdorf
- Emil Barber (1857–1917; Vertreter der Ostlausitzer Mundart)
- Josef Fritsche (1861–1941) aus Niedergrund bei Warnsdorf (Bai uns an Niederlande – Land und Leute, sech und heute)
- Emil Eichhorn (1889–1973)
- H. Schurf (Pseudonym von Hermann Heidrich, 1863–1934) aus Oybin
- Hermann Andert (1879–1945)
- Herbert Andert (1910–2010) aus Ebersbach/Sa.
- Bruno Israel (1900–1986) aus Neugersdorf
- Hermann Klippel (1896–1960) aus Mönchswalde
- Hans Kühn (1908–2009), Oberlausitzer Komponist und Heimatsänger
- Kurt Piehler (1893–1958) aus Dresden
- Rudolf Gärtner (1875–1952)
- Bruno Barthel (1885–1956) aus Lohmen
- Kurt Junge (1910–1996) aus Görlitz
- Hans Schiller (1928–2000)
- Helmut Petzold
- Hans Klecker (* 1948)